# 1845 Helewalda
1845 Helewalda (1972 UC) là một tiểu hành tinh vành đai chính được phát hiện ngày 30 tháng 10 năm 1972 bởi Wild, P. ở Zimmerwald.